# Christine Blundell
Christine Blundell (Londres, outubro de 1961) é um maquiador britânico. Venceu o Oscar de melhor maquiagem e penteados na edição de 2000 por Topsy-Turvy, ao lado de Trefor Proud.